# ايطبة (الطيال)

تعديل مصدري - تعديل

ايطبة هي إحدى قرى عزلة بني جبر بمديرية الطيال التابعة لمحافظة صنعاء، بلغ تعداد سكانها 98 نسمة حسب تعداد اليمن لعام 2004.